# 마카오 경제문화판사처
마카오 경제문화판사처(중국어: 澳門經濟文化辦事處, 포르투갈어: Delegação Económica e Cultural de Macau)는 중화인민공화국 마카오 특별행정구 정부가 대만 타이베이시에 설치했던 마카오 경제무역대표부이자 행정장관 직속 기구이다. 2011년에 설립된 이후에 마카오와 대만 간의 경제·무역 촉진, 문화 교류 및 협력을 발전시키는 역할을 수행하던 대표부였으나 2021년에 마카오 특별행정구 정부의 결정에 따라 폐쇄되었다.

## 역사
2011년 3월에 마카오 행정장관 판공실이 공식적으로 대만 정부에 대표부를 설립하기 위한 구체적인 계획을 제안했다. 이와 동시에 행정원 대륙위원회는 마카오 주재 대만 대표부 역할을 하던 기관인 타이베이 경제문화센터의 대외 명칭 변경과 기능적 지위 향상 문제를 제기했다. 마카오와 대만 양측은 협의를 거쳐 합의에 도달했다. 행정원은 《홍콩 마카오 관계 조례》에 따라 마카오 정부가 대만에 마카오 경제문화판사처를 설립하는 것을 승인했다.
마카오 특별행정구 정부는 2011년 7월 4일에 대만에 마카오 경제문화판사처를 설립한다고 발표했다. 또한 마카오 주재 대만 대표부 역할을 하던 기관인 타이베이 경제문화센터도 주마카오 타이베이 경제문화판사처로 이름을 바꿨다. 2011년 11월 14일에는 대만 주재 마카오 경제문화판사처 설립에 관한 《마카오 특별행정구 행정법규 제33/2011호》가 제정되었다. 2011년 12월 2일에 마카오 경제문화판사처가 정식 운영에 들어갔고 2012년 5월 13일에는 마카오 경제문화판사처 공식 현판식이 거행되었다.
2021년 6월 16일에는 마카오 특별행정구 정부가 공식 성명을 통해 2021년 6월 19일을 기해 마카오 경제문화판사처의 운영을 중단한다고 밝혔다. 마카오 특별행정구 정부는 대만 주재 판사처 직원들의 사증 연장, 신규 교대 인원의 대만 방문이 계속 승인되지 않았기 때문에 부득이하게 중단했다고 밝혔다. 이에 대해 대만 대륙위원회는 마카오 측이 2019년에 먼저 정치적 조건을 강요했다고 밝혔다.

## 기능
마카오 경제문화판사처는 대만에서 거주하는 마카오 주민들을 대상으로 하는 긴급 상황에 대한 서비스와 지원을 제공했다. 판사처는 또한 경제 무역, 관광, 과학 기술, 환경 보호, 교육, 의료 및 보건, 문화 활동, 학술 출판, 전문 기술, 사회 복지 및 기타 분야에서 마카오와 대만 간의 교류와 협력을 촉진하는 역할을 수행했다. 마카오 특별행정구 정부는 해당 판사처에 대만과 마카오의 범죄 퇴치 및 사법 공조 협력을 강화하는 업무 기능을 부여했다.

## 같이 보기
- 주베이징 마카오 특별행정구 정부 판사처
- 주리스본 마카오 경제무역대표부
- 주브뤼셀·유럽 연합 마카오 경제무역대표부
- 주세계무역기구 마카오 경제무역대표부
- 홍콩 경제무역문화판사처
- 주마카오 타이베이 경제문화판사처